# Gaetano Rebecchini
Gaetano Rebecchini (Roma, 18 novembre 1924 – Roma, 2 aprile 2020) è stato un ingegnere, giornalista e politico italiano.

## Biografia
Figlio di Salvatore Rebecchini, per circa dieci anni sindaco democristiano di Roma, e di Beatrice Mazzetti di Pietralata, era fratello maggiore di Francesco, sottosegretario e senatore DC dal 1972 al 1988 e di Filippo, editore televisivo e Presidente della FRT.
Laureato in Ingegneria all'Università di Roma La Sapienza, Gaetano prese ben presto le redini dello studio professionale di famiglia, a seguito del progressivo impegno politico del padre; collaborò molto a lungo con l'architetto Julio Lafuente e pubblicò numerosi progetti su riviste italiane e straniere e vinse due premi nazionali di architettura. Nel 1976, con il fratello Filippo, fondò l'emittente televisiva Tele Roma Europa, poi Super 3, sostenuta dalla principessa Elvina Pallavicini, insieme ad alti esponenti dell'aristocrazia storica e dell'alta borghesia romana. Fu una delle prime emittenti locali italiane, nata per arginare il pericolo comunista: "fu fondamentale, quella rete, perché diede voce alle istanze del nascente centro-destra nell'etere laziale, durante la campagna elettorale del 1994". 
Tra il 1991 e il 2011, Gaetano Rebecchini fu membro della Sacra Consulta e poi Consigliere di Stato della Città del Vaticano.
Nel gennaio 1994, a Roma, insieme a Domenico Fisichella  e Gustavo Selva, fu tra i fondatori di Alleanza Nazionale, movimento inizialmente formatosi come espressione della società civile. L’anno successivo, a Fiuggi, nel primo congresso nazionale, entrò a far parte del nuovo partito, costituito a seguito dello scioglimento del Movimento Sociale Italiano - Destra Nazionale, su posizioni di destra patriottica di stampo conservatore. Nelle “tesi congressuali” fece approvare e inserire il seguente paragrafo, da lui stesso redatto: “ci sentiamo eredi e siamo cultori della civiltà romana e di quella cristiana che ha il suo fondamento nel messaggio portato da Pietro a Roma e diffuso in Occidente e nel mondo intero”.. Accettò di presiedere la Consulta per i problemi etico-religiosi di Alleanza Nazionale ma, dieci anni più tardi, ne uscì per disaccordo con le prese di posizione pubbliche del Presidente Gianfranco Fini, in occasione del referendum abrogativo della Legge 40/2004, sulla procreazione assistita.
Gaetano Rebecchini negli ultimi anni decise di lasciare la politica e occuparsene esternamente; era presidente del centro di golf Parco de' Medici a Roma. 
Il 2 aprile 2020 è morto a 95 anni, vittima del virus COVID-19. Aveva cinque figli, Salvatore, Fabiano, Turchese, Onorio e Osanna. Con la famiglia aveva acquistato numerosi immobili nel territorio romano, tra cui La "Lama" situata all'EUR.